# Kazakiska köket
Kazakiska köket är den matkultur och de mattraditioner som finns i Kazakstan. Det är inriktat på fårkött och hästkött, liksom olika mjölkprodukter. Under hundratals år var kazakerna herdar som födde upp får, kameler och hästar, och förlitade sig på dessa djur för transport, kläder och mat.
Matlagningstekniker och huvudingredienser har påverkats starkt av folkets nomadiska livsstil. Till exempel är de flesta matlagningstekniker inriktade på långsiktig konservering av mat. Det finns en stor vana av att salta och torka kött så att det kan hålla sig länge, och det finns en förkärlek till surmjölk av olika slag, eftersom den har bättre hållbarhet för nomaden.
Kött i olika former har alltid varit den främsta ingrediensen i det kazakiska köket. Traditionell kazakisk matlagning bygger på kokning. Häst- och fårkött är de mest populära typerna av kött och serveras ofta i stora bitar som har kokats. Kazakerna höll hästar som de tänkte slakta åtskilda från andra djur och matade dem så mycket att hästarna ofta blev så feta att de hade svårt att röra sig.

## Vanliga traditionella rätter

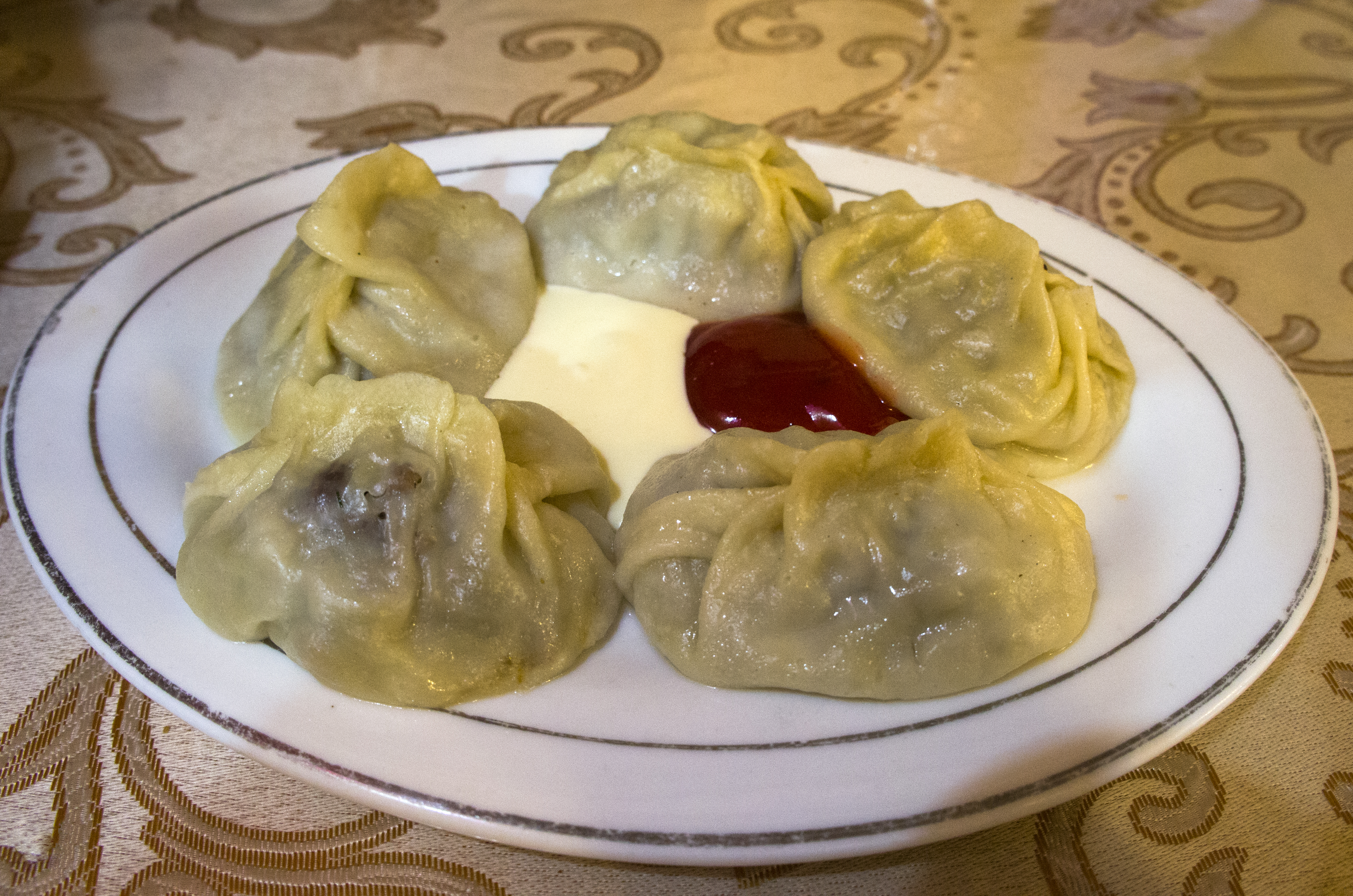
Manti, en populär rätt i det kazakiska köket.

Basen för det kazakiska köket är tort tulik mal (төрт түлiк мал) – fyra typer av nötkött: häst, kamel, ko och får. Hästkött är köttet till fest, medan fårkött används i vardagen. Kamelkött är också huvudsakligen för festliga tillfällen, men inte lika ofta eftersom kameler i Kazakstan långifrån är lika vanliga som hästar. Kokött är ungefär lika vanligt förekommande som fårkött.
Beshbarmak är en rätt som består av kokt hästkött eller fårkött, och en väldigt populär rätt i Kazakstan. Rätten kallas också "fem fingrar" utifrån hur den äts. Stycken av kokt kött skärs och serveras av värden i ordning efter gästernas betydelse. Beshbarmak äts vanligtvis med kokta lasagneplattor och en köttbuljong som kallas chorpa, eller sorpa. Rätten serveras traditionellt i kazakiska skålar av typen piyāla, eller kese.
En annan nationalrätt är kuurdak, eller quwyrdaq.

## Drycker

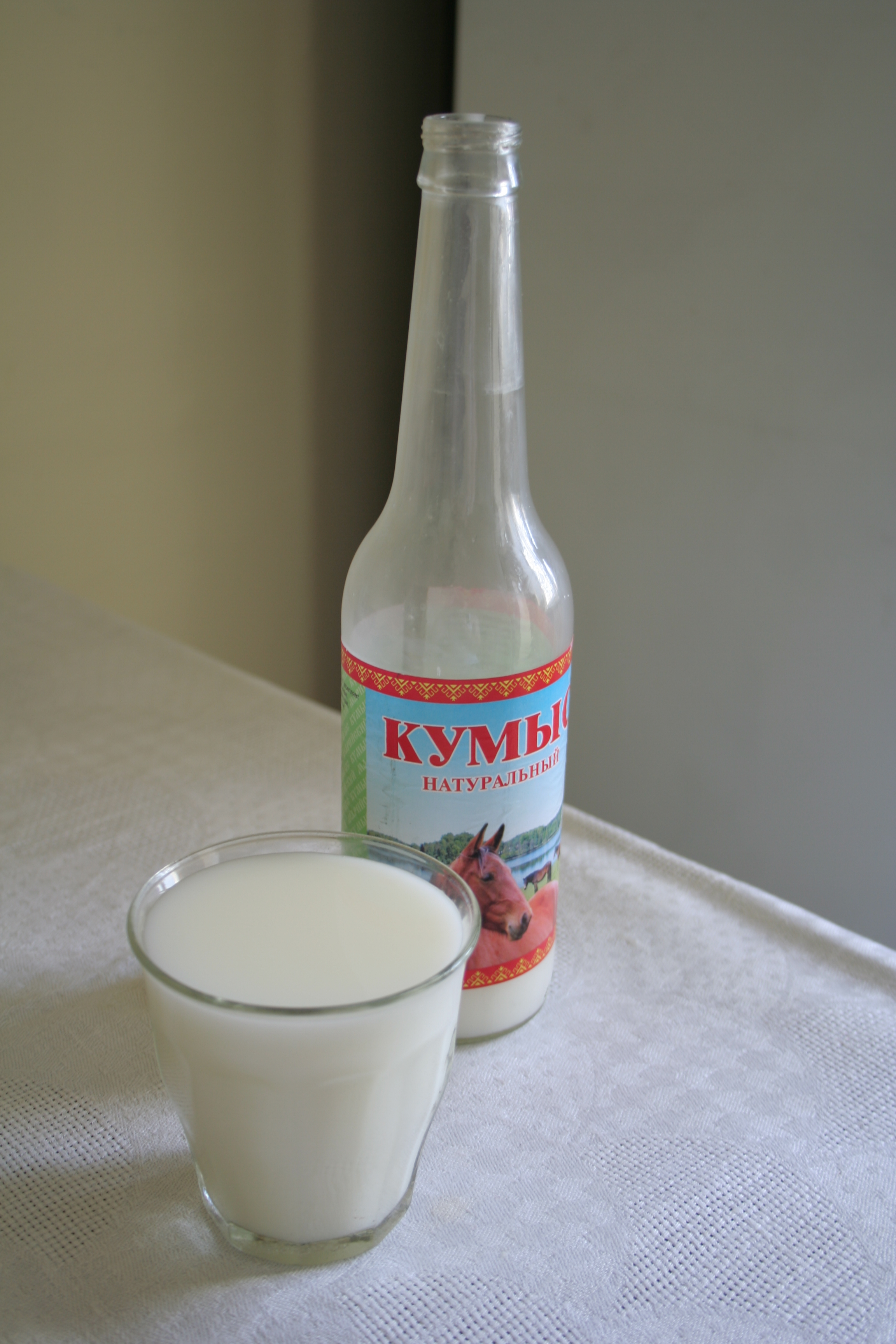
En flaska kumys.

Traditionella drycker i Kazakstan är jäst stomjölk, kumys (eller  airag), och kamelmjölk (chal eller shubat), komjölk (airan), och fårmjölk - och produkterna från mjölken: kajmak, qatiq eller dugh (kärnmjölk) och kashk som är gjord på torkad ost och vassle och rullad till bollar, samt irimshik, som påminner om kashk, men som inte rullats.
Dessa drycker är traditionellt till huvudrätten på det kazakiska matbordet. Emellertid dricks kumys också ofta efter måltiden, tillsammans med te. På sommaren dricks ofta chal. Svart te introducerades från Kina sedan Sidenvägen upprättats och dracks traditionellt tillsammans med sötsaker efter huvudrätten. På senare tid har det svarta teet nästan helt ersatt andra traditionella drycker och så gott som till varje måltid dricks te. Kazakerna har en egen teceremoni från nomadtiden, som blivit en köksritual i Kazakstan. Kazakerna dricker starkbryggt svart te med mjölk eller grädde och har en konsumtion som är bland de högsta i världen, 1,2 kilo per år och person. I jämförelse är tekonsumtionen i Indien 650 gram/per år och person.